# You and I (canção de Park Bom)
You and I é o single de estréia da cantora sul-coreana Park Bom.  A canção foi produzida e escrita por Teddy Park produtor da YG Entertainment e também é single do álbum To Anyone.

## Antecedentes
Em agosto de 2009, depois de terminar as promoções de seu primeiro single "I Don't Care"", os membros do 2NE1 fizeram uma pausa para se concentrarem em atividades individuais. Bom lançou seu primeiro single solo "You and I", que tomou o lugar número um no Gaon Chart Music Awards no mês de novembro. Ela finalmente ganhou Best Digital Single no Mnet Asian Music Awards em 2010. Até o final de 2011, foi relatado que o single foi baixado 4.483.364 vezes, tornando-se um dos singles mais vendidos na história da música coreana.

## Faixas
| Edição padrão |             |         |  |
| N.º           | Título      | Duração |  |
| 1.            | "You and I" | 3:53    |  |